# Neoantalus humulariae
Neoantalus humulariae är en insektsart. Neoantalus humulariae ingår i släktet Neoantalus och familjen långrörsbladlöss. Inga underarter finns listade i Catalogue of Life.